# Tristan Vautier

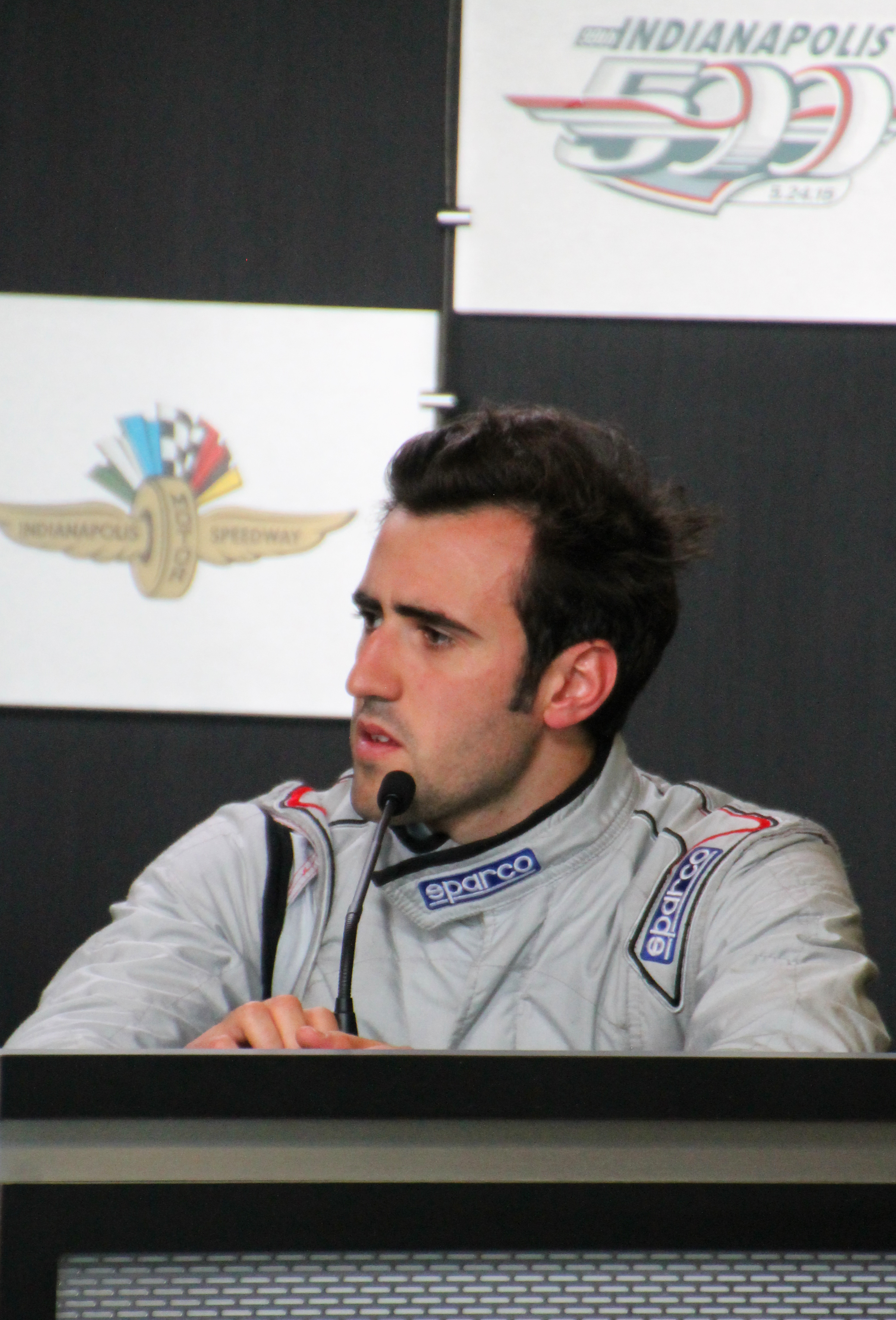
Tristan Vautier, 2015

Tristan Vautier (Saint-Martin-d'Hères, Isère, 22 augustus 1989) is een Frans autocoureur. Hij won het Indy Lights-kampioenschap in 2012.

## Carrière

### Formule Renault
Vautier begon zijn carrière in de Franse Formule Renault Campus in 2006, waar hij als tweede achter Kévin Estre finishte. Vervolgens ging hij in de Championnat de France Formule Renault 2.0 rijden in 2007, waar hij als vierde finishte. Dat jaar nam hij ook deel aan enkele ronden van de Eurocup Formula Renault 2.0. In 2008 was het Franse kampioenschap vervangen door de Formule Renault 2.0 West-Europese Cup, waarin hij als zesde finishte.

### Formule Palmer Audi
Vautier stapte over naar de Formule Palmer Audi in 2009, waar hij als vierde finishte met zes overwinningen.

### Formule 2
Vautier maakte zijn Formule 2-debuut in 2009 op het Circuit de Catalunya, waar hij Edoardo Piscopo verving. Vautier schitterde in de tests en de eerste race, waar hij als derde finishte achter kampioen Andy Soucek en Michail Aljosjin. Hij eindigde de tweede race ook in de punten als zesde. Die resultaten waren genoeg om als 13e in het kampioenschap te eindigen.

## Formule 2-resultaten
| Jaar | 1   | 2   | 3   | 4   | 5   | 6   | 7   | 8   | 9   | 10  | 11  | 12  | 13  | 14  | 15    | 16    | Rang | Punten |
| ---- | --- | --- | --- | --- | --- | --- | --- | --- | --- | --- | --- | --- | --- | --- | ----- | ----- | ---- | ------ |
| 2009 | VAL | VAL | BRN | BRN | SPA | SPA | BRH | BRH | DON | DON | OSC | OSC | IMO | IMO | CAT 3 | CAT 6 | 13e  | 9      |